# Савка Іван Григорович
Іван Григорович Савка (нар. 12 травня 1972, Попельники, Снятинський район, Івано-Франківська область) — український науковець, проректор з науково-педагогічної роботи та міжнародних зв'язків Буковинського державного медичного університету, професор закладу вищої освіти кафедри судової медицини та медичного правознавства Буковинського державного медичного університету.

## Життєпис
Народився 12 травня 1972 року в с. Попельники, Снятинського району, Івано-Франківської області в родині вчителів — Савки Григорія Івановича та Савки Марії Дмитрівни.
У 1987 році закінчив Попельниківську восьмирічну школу та поступив у Коломийське медичне училище ім. І. Я. Франка, в якому навчався впродовж 1987—1991 років і закінчив з відзнакою.
У 1992 році поступив, а в 1998 році закінчив із відзнакою Буковинську державну медичну академію за спеціальністю «Лікувальна справа» (тепер ЗВО України Буковинський державний медичний університет).
Із 1998 по 1999 рік навчався в інтернатурі за спеціальністю «Судово-медична експертиза» при Київській медичній академії післядипломної освіти лікарів ім. П. Л. Шупика, після успішного закінчення якої отримав рекомендацію на подальшу наукову роботу.
У 2004 році захистив кандидатську дисертацію на тему: «Встановлення судово-медичних критеріїв переломів коротких трубчастих кісток кисті при травмах тупими предметами за даними клінічних, морфологічних, експериментальних та експертних досліджень».
У 2005 році отримав вчене звання доцента, у 2009 році — присвоєно вищу лікарську категорію зі спеціальності «Судово-медична експертиза».
У 2015 році Савка І. Г. захистив докторську дисертацію на тему: «Судово-медичне обґрунтування механогенезу та морфологічних ознак переломів довгих трубчастих кісток нижньої кінцівки з урахуванням їх структурно-функціональних особливостей».
У 2018 році отримав вчене звання професора та присвоєно «вищий» клас судово-медичного експерта.
За весь час роботи в Буковинському державному медичному університеті перебував на посадах старшого лаборанта (1999 р.), асистента (2001 р.), доцента (2004 р.), відповідального за роботу курсу судової медицини кафедри патоморфології та судової медицини (2006—2011 рр.), професора кафедри судової медицини та медичного правознавства (з 2018 року).
1 вересня 2011 року призначений на посаду декана медичного факультету № 3 (з підготовки іноземних громадян).
З лютого 2024 року - проректор з науково-педагогічної роботи та міжнародних зв'язків Буковинського державного медичного університету.

## Наукова діяльність
Науковий напрямок: судово-медична травматологія, встановлення механізмів, давності та за життєвості спричинення тілесних ушкоджень, використання сучасних фізичних методів досліджень і комп'ютерного 3D моделювання в судовій медицині.
Має близько 200 наукових праць, серед яких 180 публікацій наукового та навчально-методичного характеру, які опубліковані у вітчизняних і міжнародних рецензованих фахових виданнях (10 з них у журналах, що індексуються в наукометричних базах Scopus та Web of Science), співавтор 1 англомовного підручника (Forensic Medicine), двох монографій, чотирьох навчально-методичних посібників, 14 патентів на корисну модель, 11 раціоналізаторських пропозицій, 3 інформаційних листів і 3 галузевих нововведень

## Громадська діяльність
Свою викладацьку, наукову та організаційну роботу постійно поєднує із практичною лікарською діяльністю на посаді лікаря судово-медичного експерта КМУ «Чернівецьке обласне бюро судово-медичної експертизи», є членом Президії Чернівецького осередку Асоціації судових медиків України, членом редакційної колегії Всеукраїнського наукового фахового журналу «Судово-медична експертиза».

## Вибрані праці
- Garazdyuk M., Savka I., Tomka Yu., Soltys I., Dubolazov O., Dvorjak V. Azimuthally invariant Mueller-matrix microscopy in the differential diagnosis of cerebral infraction. Proceedings of SPIE. 2020;11509: 115090T-1-T10.
- Kyshkan P., Savka I. Practical value of 3D modeling method of experimental wound channel during forensic examination of stab wound Medical Science. 2021;110(25):907-916.
- Litvinenko A., Savka I., Ushenko Yu., Dubolazov A., Wanchulyak O., Gantyuk V., Talakh M., Bin Lin, Zhebo Chen Differential Mueller-matrix tomography of the polycrystalline structure of histological sections in the histological determination of the limitation of the damage formation of human internal organs. Proceedings of SPIE. 2020; 11718B (31 December 2020): 117181B-1-B5.
- Mykhailychenko B. V., Biliakov A. M., Savka I. G. Forensic Medicine. Kyiv: AUS Medicine Publishing; 2017. 224 p.
- Pavlukovitch N., Pavlukovitch O., Savka I., Dubolazov A., Ushenko A., Ushenko V. Laser polarimetry of biological tissues and fluids. Laser polarimetry of biological tissues and fluids P8. Chapter 8. Information methods and systems of polarization correlometry of optically anisotropic biological crystals. Berlin: Schaltungsdienst Lange o.H.G.; 2020. 431 p.
- Savka I. Macroarchitectonic peculiarities of long bones in the lower extremity. Georgian Medical News. 2017;1:98-101.
- Savka I., Tomka Yu., Soltys I., Dubolazov A., Olar O., Kovalchuk M., Yatsko O., Gorsky M. Mueller-matrix differentiation of necrotic changes in polycrystalline structure of partially depolarizing layers of biological tissues. Proceedings of SPIE. 2020; 11718E (31 December 2020): 117181E-1-E6.
- Savka I. G. Forensic morphological signs characterizing stability of the femur, tibia and fibula during effect of external destructive load. Wiadomosci Lekaskie. 2019;72(2):198-200.
- Savka Ivan, Savka Svitlana, Sapielkin Viktor, Shcherbak Vitalii «Modulus of rigidity» as a resistance criterion of the lower limb long bones in case of their traumatic injuries. Medical Science. 2020;104(24):2025-2031

## Нагороди та відзнаки
Науково-педагогічний стаж складає більше 22 років, експертний стаж — більше 23 років. За період трудової діяльності неодноразово був нагороджений грамотами адміністрації університету, Головного управління охорони здоров'я обласної державної адміністрації, Подякою Чернівецького міського голови, Почесною грамотою МОЗ України.
| Зірка життя | Це незавершена стаття про українського науковця-лікаря. Ви можете допомогти проєкту, виправивши або дописавши її. |